# Wilfred Jenks
 (décembre 2014).
Si vous disposez d'ouvrages ou d'articles de référence ou si vous connaissez des sites web de qualité traitant du thème abordé ici, merci de compléter l'article en donnant les références utiles à sa vérifiabilité et en les liant à la section « Notes et références ».
Pour les articles homonymes, voir Jenks.
Wilfred Jenks, né le 7 mars 1909 à Liverpool et mort le 9 octobre 1973 à Rome, est un juriste britannique. Il est directeur général de l'Organisation internationale du travail de 1970 à sa mort.

## Biographie
Il y est entré en 1931 à l'issue de ses études au Gonville and Caius College de l'université de Cambridge et à l'Institut de hautes études internationales de Genève. Il a exercé de nombreuses fonctions en son sein avant d'en prendre la tête. Il a été confronté à de nombreuses difficultés dans son travail, lié à la forte politisation de la question du travail due à la guerre froide.
Il est enterré au cimetière des Rois à Genève.
En 1973, le prix des droits de l'homme des Nations unies lui a été attribué à titre posthume.